# Friedrich Karl Hausmann
Pour les articles homonymes, voir Hausmann.
Friedrich Karl Hausmann (né le 23 septembre 1825 à Hanau, mort le 10 mars 1886 dans la même ville) est un peintre prussien.

## Biographie

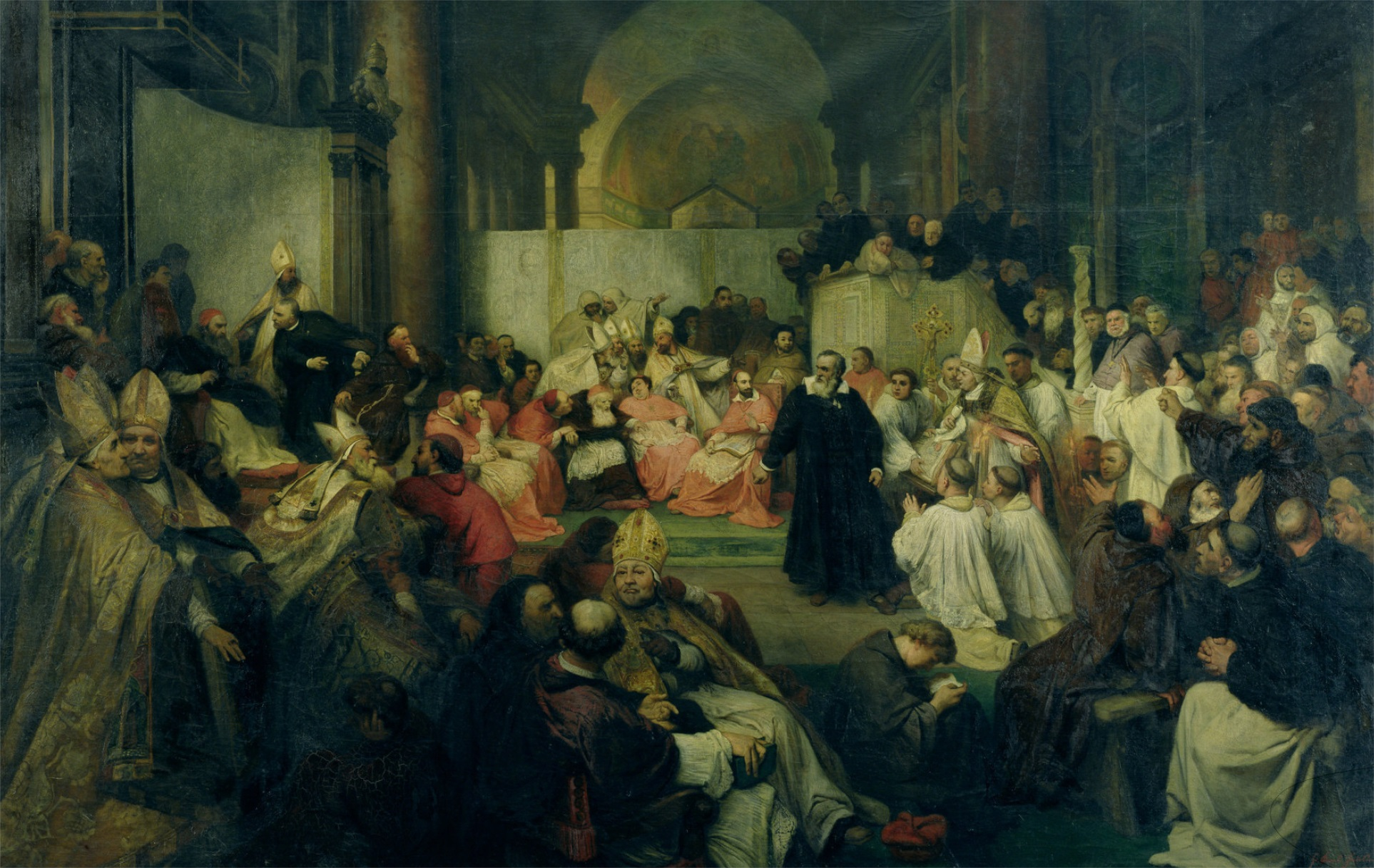
Galilée devant le Concile, version de 1861

Fils de l'orfèvre et graveur Ernst Wilhelm Hausmann, Friedrich Karl Hausmann commence ses études à douze ans à l'académie de dessin de Hanau, où il est formé par Theodor Pélissier d'abord en tant que dessinateur puis en tant que peintre. Le 2 septembre 1848, il se rend avec son ami et camarade de classe Georg Cornicelius au Collège universitaire Artesis d'Anvers, où ils étudient avec Josephus Laurentius Dyckmans et Gustave Wappers. Cependant ils n'apprécient pas l'esthétique de l'école. Au cours de cette période, son amitié se développe avec Anselm Feuerbach, avec qui il travaillera à Paris. Elle va aux Pays-Bas pour étudier les peintures de Rembrandt et d'autres peintres hollandais à Amsterdam et à La Haye, qu’il copie sur des carnets de croquis et sur des toiles. À Schéveningue, il est impressionné par la mer et sa couleur particulière, expériences que ses peintures reflètent souvent par la suite. En 1851, il s'installe à Paris, où il travaille dans les ateliers de Thomas Couture avec les frères Gustav et Louis Spangenberg, Wilhelm von Lindenschmit (en) et Rudolf Henneberg. Il y poursuit ses études. En 1854, il s'installe en Italie, où il crée à Olevano et à Tivoli principalement des peintures de paysages pleines d'air et de lumière. Un an plus tard, il rentre en Allemagne et s'installe à Francfort-sur-le-Main de 1855 à 1864 en tant que peintre indépendant. Au cours de ses voyages, il a utilisé ses croquis et ses études pour composer de nouvelles peintures, mais il a également créé des dessins et des modèles pour l’institution lithographique de Bernhard Dondorf (de) dans la Saalgasse à Francfort afin d’assurer son revenu.
Après la mort de Pélissier, le poste de Hanau était vacant, il postule comme successeur et est nommé en 1864 à l'Académie de dessin de Hanau. Nommé directeur en 1870, il faut quinze ans avant de recevoir le titre de professeur. Il transforme l'école de dessin privée en une université encore existante pour les artisans des métaux précieux. Comme l'entreprise d'apprentissage à Hanau lui laisse peu de temps, seules quelques peintures de sa main datent de cette époque, parmi lesquelles il convient de souligner le nouveau tableau de plafond du château de Philippsruhe datant de 1880. À Hanau, il forme un grand nombre d’étudiants compétents, qui seront des artistes remarquables. Sous sa direction, le nouveau bâtiment de l'académie de dessin est construit sur Akademiestraße. En 1867, le gouvernement prussien le charge de réaliser une étude sur le développement de l'art allemand par rapport à l'art français à l'Exposition universelle de Paris. Ses peintures se trouvent à la Kunsthalle de Hambourg, au musée Städel de Francfort et au musée historique de Hanau (de).
En 1871, il rejoint la Société historique de Hanau et devient conservateur des fouilles systématiques, de la restauration et de la documentation graphique des découvertes issues de nombreuses fouilles de l'association dans la région de Hanau. Il fait les dessins de tombes franques à Hanau et de tombes romaines à Hanau et à Erlensee-Rückingen.
Sous-estimé tout au long de sa vie d’artiste, il devient connu d’un large public seulement deux décennies après sa mort à la Jahrhundertausstellung deutscher Kunst (de) en 1906 à la Nationalgalerie de Berlin.